# پائولا هاوکینز
پائولا هاوکینز (به انگلیسی: Paula Fickes Hawkins) سناتور سابق عضو حزب جمهوری‌خواه ایالات متحده آمریکا بود. وی در سال ۱۹۸۱ تا ۱۹۸۷ میلادی سناتور ایالت فلوریدا در سنای ایالات متحده آمریکا بود.